# Xã Bowling Green, Quận Marion, Ohio
Xã Bowling Green (tiếng Anh: Bowling Green Township) là một xã thuộc quận Marion, tiểu bang Ohio, Hoa Kỳ. Năm 2010, dân số của xã này là 650 người.